# Barkeh-ye Chūpān
Barkeh-ye Chūpān (persiska: برکه چوپان) är en ort i Iran.   Den ligger i provinsen Bushehr, i den södra delen av landet, 900 km söder om huvudstaden Teheran. Barkeh-ye Chūpān ligger 13 meter över havet och antalet invånare är 238.
Terrängen runt Barkeh-ye Chūpān är varierad. Havet är nära Barkeh-ye Chūpān åt sydväst.  Närmaste större samhälle är Kangān, 8,2 km nordväst om Barkeh-ye Chūpān. Trakten runt Barkeh-ye Chūpān är ofruktbar med lite eller ingen växtlighet.